# Theronia pseudozebra
Theronia pseudozebra är en stekelart som beskrevs av Gupta 1962. Theronia pseudozebra ingår i släktet Theronia och familjen brokparasitsteklar. Utöver nominatformen finns också underarten T. p. negata.